# Салвањола (Кјети)
Салвањола (итал. Salvagnola) је насеље у Италији у округу Кјети, региону Абруцо.
Према процени из 2011. у насељу је живело 29 становника. Насеље се налази на надморској висини од 246 м.